# Proton (chipkaart)
Proton was de Belgische implementatie van een elektronische portemonnee in de vorm van een chip. De allereerste Proton-kaarten werden gecommercialiseerd los van de debetkaart en hadden een kenmerkende blauwe look. Naderhand werden ze geïntegreerd in de bankkaart; in Nederland was het beschikbaar als de Chipknip. Het systeem werd ingevoerd op 18 februari 1995. Proton werd vanaf 1 januari 2015 uitgefaseerd.
Proton World was de (Belgische) ontwikkelaar van de techniek achter Proton en de Chipknip.

## Werkwijze
De protonkaart diende eerst opgeladen te worden. Met het oog op een ruime acceptatie van het betaalmiddel kon dit op meerdere manieren:
- aan geldautomaten,
- in speciale (blauwe) Proton-automaten,
- in Belgacom-telefooncellen,
- op een Maestro Smart-telefoontoestel,
- in de meeste bankkantoren,
- thuis via pc via een specifiek C-Zam-terminal (in een latere fase, eind jaren 90).

Het saldo dat op Proton geladen werd, werd onmiddellijk gedebiteerd van de gekoppelde bankrekening. De chipkaart was altijd verbonden met slechts een enkele bankrekening. Voor het opladen was een 4-cijferige code vereist, zoals voor de andere bankverrichtingen. Met een kaartlezer kon men het saldo en de vijf recentste transacties controleren (zonder code). De chiptransacties werden beveiligd door het Message authentication code-protocol.
Eens Proton opgeladen was, kon betaald worden door de kaart in een speciale houder te plaatsen; hiervoor was geen code nodig. Doordat voor het betalen met Proton geen code of handtekening nodig was, kon een gevonden of gestolen kaart zonder probleem gebruikt worden tot het saldo op nul kwam. Er werd daarom aangeraden niet te veel geld op de kaart te zetten; het maximumbedrag was in elk geval beperkt tot een tegenwaarde van € 125.

## Moeilijke doorbraak
De verwachtingen waren hooggespannen binnen de financiële wereld. Men hoopte zowel handelaars te overtuigen die tot dan een betaalterminal weigerden wegens de hoge transactiekosten (voor Proton lagen die stukken lager) als consumenten die tot dan (mee door het aanrekenen van kosten door de handelaar) geen elektronische betaling uitvoerden voor kleinere bedragen.
Al snel bleek het enthousiasme minder groot dan verhoopt door volgende beperkingen en tekortkomingen:
- de kaart werd in eerste instantie niet gratis geleverd aan de consumenten;
- de initiële nood aan een bijkomende bankkaart was een belemmering;
- de consument kon niet steeds eenvoudig zijn saldo controleren en had daarom uit zekerheid toch cash geld mee;
- de handelaar diende manueel een manipulatie op zijn betaalterminal uit te voeren om het saldo op zijn rekening te crediteren (het toestel werkte niet online), waardoor het gemiddeld langer duurde voor hij het via Proton ontvangen geld effectief op zijn rekening vond;
- de consument bleek vragen te hebben bij het financieel verlies wanneer de kaart verloren zou gaan of bij diefstal.

De banksector probeerde vruchteloos het tij te keren door enorme marketingcampagnes op te zetten of bijvoorbeeld tools te ontwikkelen waarbij bij elke betaling op een Bancontact-terminal het Proton-saldo aangevuld werd.

## Achteruitgang sinds 2002
In de loop der jaren ging het gebruik van Proton sterk achteruit. Proton kende zijn hoogtepunt in 2002 bij de introductie van de euro. Toen vonden 121 miljoen transacties plaats. Nadien ging het bergaf. In 2009 vonden maar 70 miljoen transacties met Proton plaats. Veel handelaars deden hun Proton-terminal van de hand gezien het lage gebruik. Carrefour schafte in november 2009 deze betaalwijze al af en ook Coca-Cola verwijderde de terminal vroegtijdig uit een groot deel van hun automaten.

## Vervanging
Aangezien Proton nooit het verhoopte succes werd, zeker in vergelijking met de steeds toenemende populariteit van betalingen met de debetkaart (Bancontact/Mister Cash, Maestro) of kredietkaart (VISA) werd uitgekeken naar alternatieven.
Onder de vleugels van Proximus, maar uitgebreid naar de telecomconcurrenten, werd PingPing gelanceerd, een systeem dat betalen via mobiele telefoon per sms en contactloos via NFC-technologie mogelijk maakt.
Maar ook dit initiatief brak niet door mede ten gevolge van het te beperkte aantal plaatsen waar men met PingPing kon betalen, de meer omslachtige NFC-aanpak en omdat binnen de telecomsector geen eensgezindheid bestond over de te volgen strategie. Ook een poging om de banksector nauwer te betrekken faalde, net omdat binnen de banksector het inzicht groeide dat er misschien geen alternatief nodig was voor Proton, maar dat bestaande betaalmiddelen een antwoord konden bieden.

## Einde Proton en promotie Low Value Payments via Bancontact
Bancontact MisterCash Company schakelde Proton op 31 december 2014 af. Klanten moesten ervoor zorgen om ofwel tegen dan het saldo te gebruiken om gewone betalingen te doen, ofwel het tegoed af te laden naar hun zichtrekening via een bankautomaat. Het opladen van de chip werd al vanaf 1 oktober 2014 geleidelijk afgebouwd.
De oplossing om meer elektronisch betalingen te genereren in het segment van de kleine aankopen (kleiner dan 20 euro) bleek eenvoudig weg te liggen in het verlagen van de kosten. Bancontact, snel gevolgd door Maestro, voerde specifieke handelaarstarieven per transactie in voor betalingen onder 10 euro. Met de handelaarsfederaties werden afspraken gemaakt om klanten voortaan geen bijkomende kosten meer aan te rekenen voor dergelijke betalingen (ondertussen ook wettelijk verboden). 
De introductie van het contactloze NFC op de debetkaarten van de klanten zorgde voor een verdere boost van elektronische betalingen voor kleine bedragen.